# Ложников, Павел Александрович
Павел Александрович Ложников — советский хозяйственный, государственный и политический деятель, Герой Социалистического Труда.

## Биография
Родился в 1925 году в селе Старосолдатское. Член КПСС.
Участник Великой Отечественной войны, офицер связи танковой бригады. С 1946 года — на хозяйственной, общественной и политической работе. В 1946—1985 гг. — радиотехник, регулировщик радиоаппаратуры Омского приборостроительного завода имени Н. Г. Козицкого Министерства радиопромышленности СССР.
Указом Президиума Верховного Совета СССР от 29 июля 1966 года за выдающиеся заслуги в выполнении плана 1959—1965 годов и создании новой техники присвоено звание Героя Социалистического Труда с вручением ордена Ленина и золотой медали «Серп и Молот».
Делегат XXIV съезда КПСС.
Жил в Омске.